# Наталія Грейс
Наталія Грейс Барнетт (англ. Natalia Grace Barnett: нар. 4 вересня 2003) — американка українського походження з карликовістю. 2010 року, у сім років, залишену матір'ю при народженні дівчинку удочерила американська сім'я Бернетт, але через рік покинула її. Вони виявили у неї ознаки раннього статевого дозрівання та асоціальну поведінку. Запідозривши, що Наталія насправді не маленька дитина, а доросла жінка, Барнетти фактично відмовилися від дочки, юридично оголосивши її повнолітньою і домоглися змінити її рік народження з 2003 на 1989. Аналіз ДНК у серпні 2023 року компанією TruDiagnostic показав вік Наталії 21, припускаючи, що перші названі батьки відмовились від неї, коли їй було вісім років. Згодом юридично вдалося повернути 2003 рік народження.
За мотивами історії зняли документальний серіал «Загадкова історія Наталії Грейс», а також художній телесеріал «Зразкова американська сім'я» від Hulu.

## Ранні роки й усиновлення
Народилася в Україні в сім'ї Анни Володимирівни Ґави з Миколаєва. Після народження мама одразу відмовилась від дитини через вроджену спондилоепіфізарну дисплазію, рідкісне генетичне захворювання, яке впливає на розвиток кісток і викликає карликовість. Навесні 2010 року її удочерила сім'я Крістін і Майкла Барнетти зі США. Це була не перша названа сім'я для Наталії.

## Відмова
Отримавши медичну довідку, 2012 року Барнетти подали клопотання до суду округу Меріон і дату народження названої доньки змінили на 1989 рік, що юридично змінило її вік з восьми до двадцяти двох років. У липні 2013 року Барнетти орендували для Наталії квартиру в Вестфілді, штат Індіана, а пізніше в Лафаєтті, штат Індіана, а самі зі своїми біологічними дітьми переїхали до Канади. Невдовзі за нею почали наглядати Антвон і Синтія Менси, які помітили, що Наталії важко жити самостійно. Барнеттів звинуватили в нехтуванні батьківськими обов'язками, але пізніше з Майкла зняли обвинувачення.
Під час розслідування справи знайшли рідну маму Наталії в Україні. Мама, Анна Володимирівна Ґава, народилася 20 квітня 1979 року в Латвії. Тест ДНК підтвердив, що вона є біологічною матір'ю. Якби дата народження Наталії, визнана судом, як 1989 рік, була правдивою, то Ґава народила б Наталію у десять років. Прокуратура також отримала українські документи про народження та записи з лікарні, які підтверджують дату народження дитини 4 вересня 2003 року. Справу про недбалість розглядали на підставі інвалідності Наталії, а не віку.
Синтія Менс, яка наглядала за Наталією після від'їзду Барнеттів, сказала, що вірила, що Крістін юридично змінити вік дівчині надихнув фільм «Дитя темряви» 2009 року. Барнетти стверджували, що Наталія брехала про свій вік, а також демонструвала соціопатичну поведінку, схожу на сюжет того фільму. За словами Мансів, Наталія не проявляла соціопатичної поведінки.
Наталія покинула будинок Мансів і переїхала до сім'ї Деполів, яка намагалася удочерити Наталію до того, як її удочерили Барнетти. Після звинувачень у тому, що родина Манс вимагала у Наталії гроші, Деполи допомогли їй знайти адвоката, щоб спробувати повернути її гроші.

## У ЗМІ
2019 року Наталія з'явилася в епізоді ток-шоу «Доктор Філ». Її життя лягло в основу серіалу 2023 року «Загадкова історія Наталії Грейс» від Investigation Discovery. Прем'єра 3 сезону відбулася 7 січня 2025 року на каналі Max. Її історія стала основою телесеріалу від Hulu «Зразкова американська сім'я» у якому її зіграла Імоджен Фейт Рейд.

## Виноски
1. ↑  Вік можна встановити завдяки тесту ДНК за допомогою «епігенетичного годинника» як міри метилювання ДНК протягом тривалого часу.